# Heart on the Run
Heart on the Run è il primo singolo estratto da Four, quarto album dei Fair Warning.
È stato al primo posto delle classifiche dei singoli in Giappone per 3 settimane.

## Formazione
- Tommy Heart (voce)
- Andy Malecek (chitarra)
- Helge Engelke (chitarra)
- Ule Ritgen (basso)
- Philippe Candas (batteria)

## Tracce
1. Heart on the Run
2. Break Free
3. Forever
4. For the Lonely
5. Take a Look at the Future
6. Longing for Love